# 直落邦里玛嘉朗

雪兰莪州徽

直落邦里玛嘉朗（简称直落、Tlk. Panglima Garang、TPG），是马来西亚雪兰莪州瓜拉冷岳县的一个市镇，坐落于万津、仁嘉隆和巴生之间。直落邦里玛嘉朗占地 8,094 公顷，人口大约为 57,444，设有自由贸易区。

## 交通
直落邦里玛嘉朗和  巴生-万津公路相连。2012年，该市镇和 雪州南巴生谷大道相连，其交汇处通向直落邦里玛嘉朗、巴生、仁嘉隆、万津、雪邦和波德申。